# Silo III

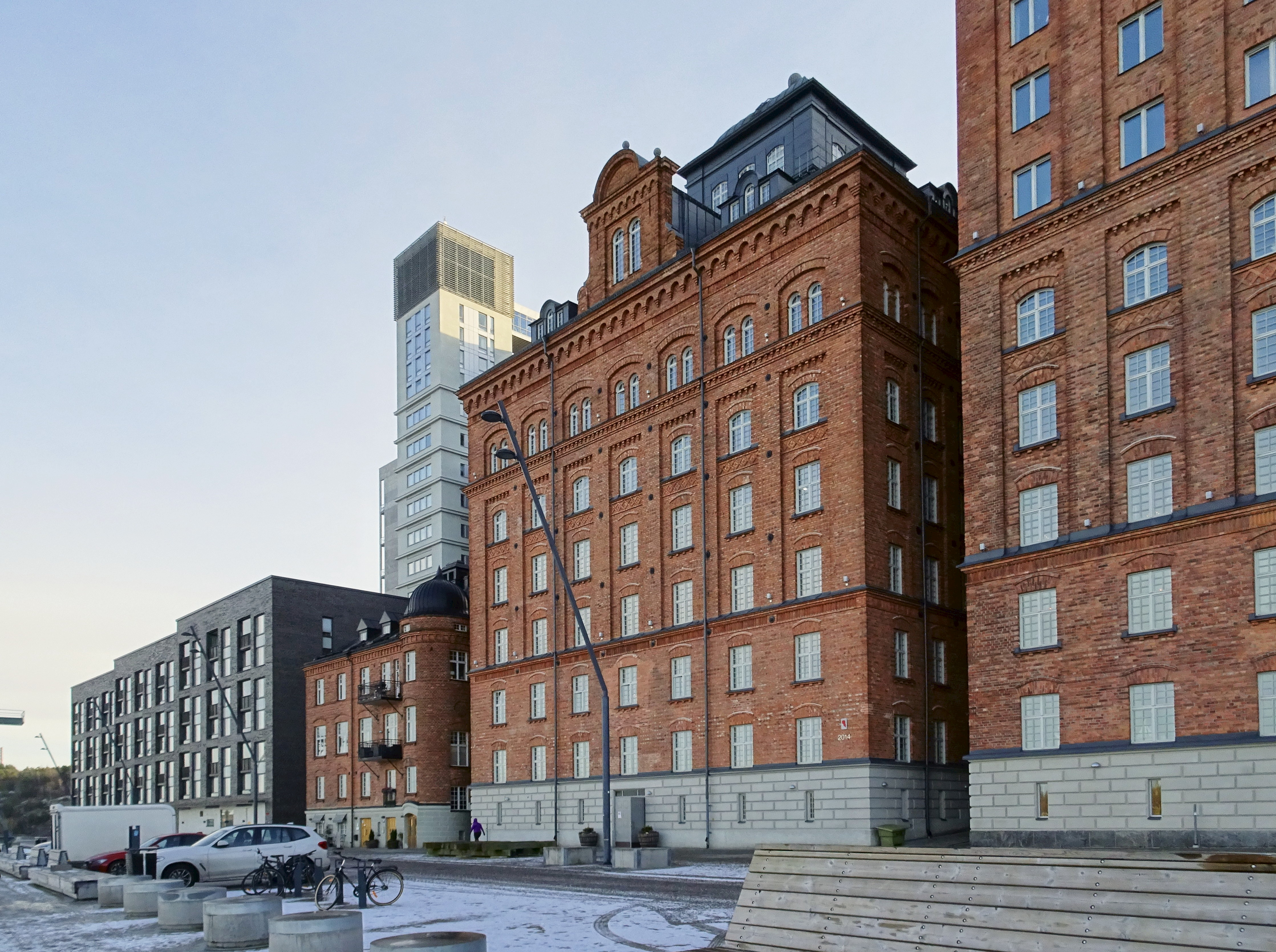
Silo III mellan Gamla kvarnkontoret (till vänster) och Kvarnen Tre Kronor, november 2021.

Silo III (fastighet Sicklaön 38:6) kallas en kulturhistoriskt värdefull byggnad vid Mjölnarvägen 24 på Kvarnholmen i Nacka kommun. Byggnaden uppfördes 1912 som spannmålssilo för Kvarnen Tre Kronor. Fastigheten har en q-märkning i gällande detaljplan från 2009, vilket innebär att byggnaden får ej rivas eller exteriört förvanskas. Ombyggnad till bostäder utfördes mellan 2009 och 2014. Det blev ett komplicerat bygge som bland annat innebar  att under ett övergångsskede enbart ytterväggarna stod kvar.

## Byggnadshistorik

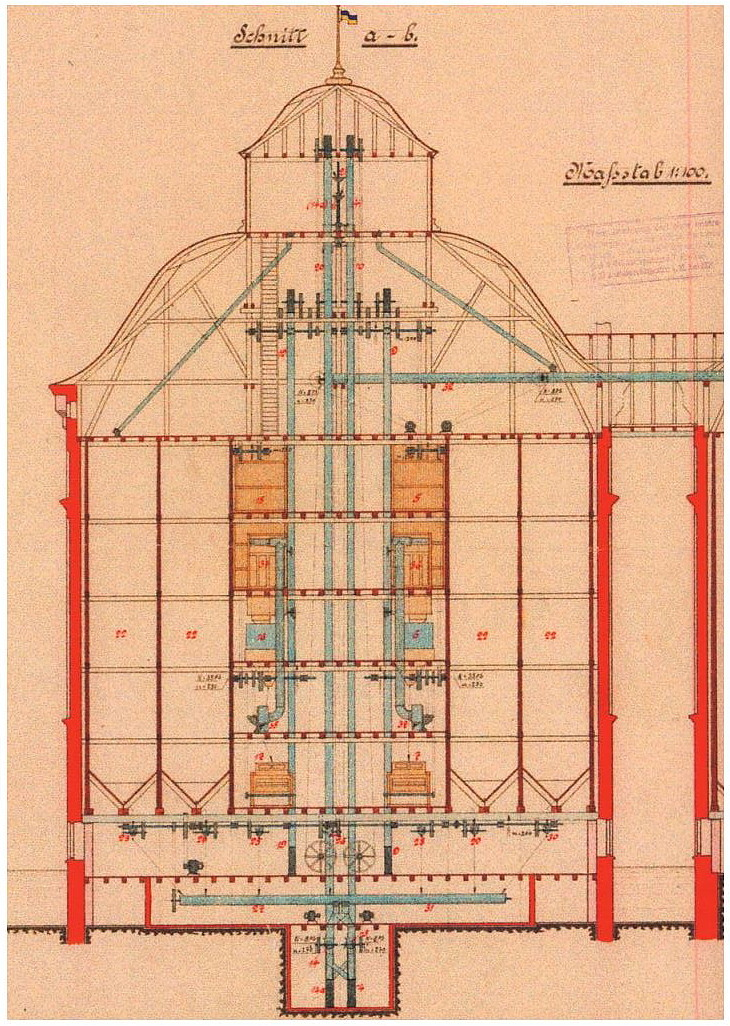
Ritning, sektion genom silon.

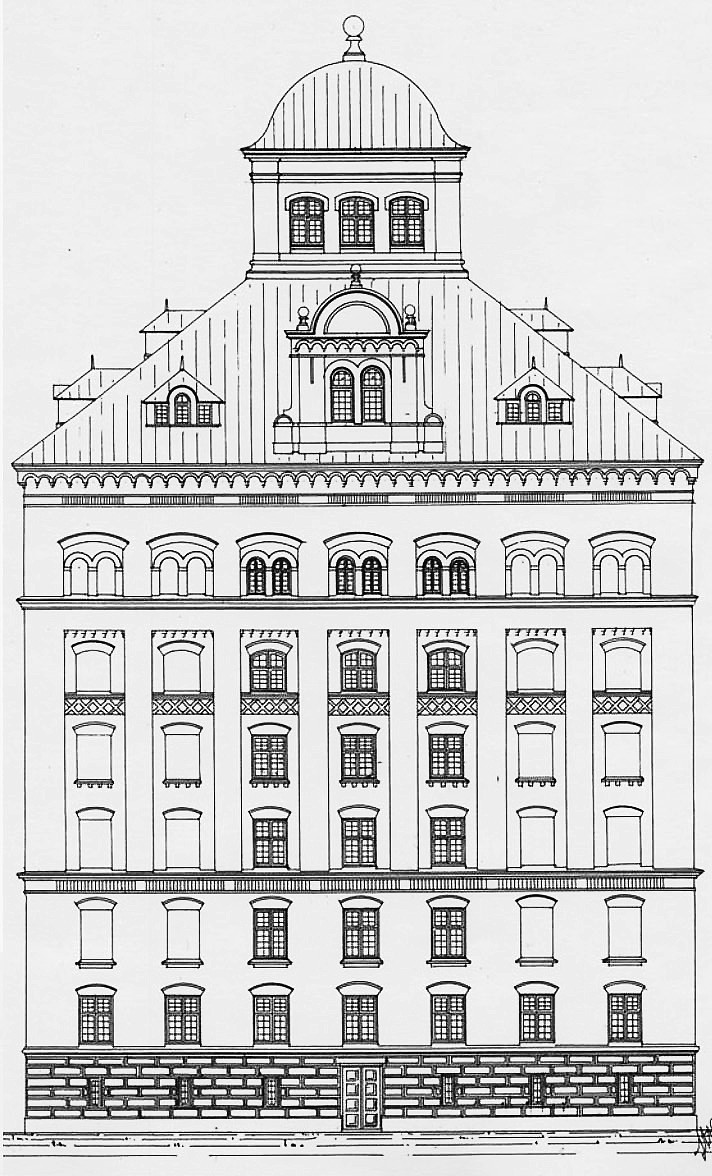
Ritning, fasad mot norr, 1912.

Silo III var den tredje spannmålssilon som uppfördes för Kvarnen Tre Kronor. De båda andra ingick i själva kvarnbyggnaden från 1898. Snart räckte lagringskapaciteten för spannmål inte längre till varför dåvarande ägaren, Aug. Engström & Co, beslöt att låta uppföra ytterligare en silo. Den placerades intill huvudbyggnadens östra sida, samtidigt byggdes även kvarnkontoret som avslutade bebyggelsen i öster. Silo III ritades av byggnadsingenjör J.B. Jensen som även (tillsammans med experter från Tyskland och Sverige) ritat den ursprungliga kvarnanläggningen från 1898. 
Den nya byggnadens gestaltning anslöt exteriört till Kvarnen Tre Kronor och samverkade med denna. Anläggningens monumentala tegelarkitektur i rött, oputsat murtegel, även kallat rohbau, är ett bra exempel på samtidens moderna industribyggnader där mönstermurade tegelfasader blev vanliga. Bakom dem låg ofta stort hantverkskunnande som vid kvarnens byggnader.
Silo III uppfördes med bärande ytterväggar av tegel där silokonstruktionen fungerade stagande. Tomten fick delvis sprängas ut ur bergsbranten. Sprängstenen nyttjades sedan som fyllnadsmaterial för den utökade kajen. Byggnaden fick sju våningsplan samt ett brant plåttäckt pyramidtak som kröntes av en stor takhuv. Liknande huvar fanns också på kvarnbyggnadens hörnhus, de försvann dock 1950 i samband med en påbyggnad. Takfallet mot kajen smyckas dessutom av en dekorativ frontespis. Byggnadens yttre har stora likheter med Magasin 3 som tillkom några år efter Silo III och avslutade kvarnbebyggelsen i väster.
Samtliga bjälklag utfördes av trä med balkar och pelare av järn. Huset står på betongplintar på berg som i bottenvåningen bar upp silobehållarna. Byggnaden inhyste en silo i trä med behållare för spannmål och med silobottnar i höjd med första våningsplanet. Silon utrustades med 42 mynningar vars behållare tillsammans rymde 5 000 ton spannmål. Behållarnas påfyllning skedde med hjälp av en transportanordning (spannmålsmottagningen) på kajen som via rörledningar pumpade spannmålen direkt från fartyg in i byggnaden. Därifrån gick den med elevatorer till silons topp och sedan med självfall genom ett rörsystem som kunde flyttas över en i cirkel anordnade öppningar till de olika behållarna. Den tekniska utrustningen härför fanns på vinden.
I silobyggnaden fanns två trappor. Den ena anordnades i byggnadens bakre (södra) del mot berget. Trappan ledde från kajplanet till en entré på våning 5 och sammankopplade byggnaden med bakomliggande verksamheter via en gångbro. Mot norr fanns ytterligare ett trapphus med trätrappa som gick genom samtliga våningar.

### Historiska bilder

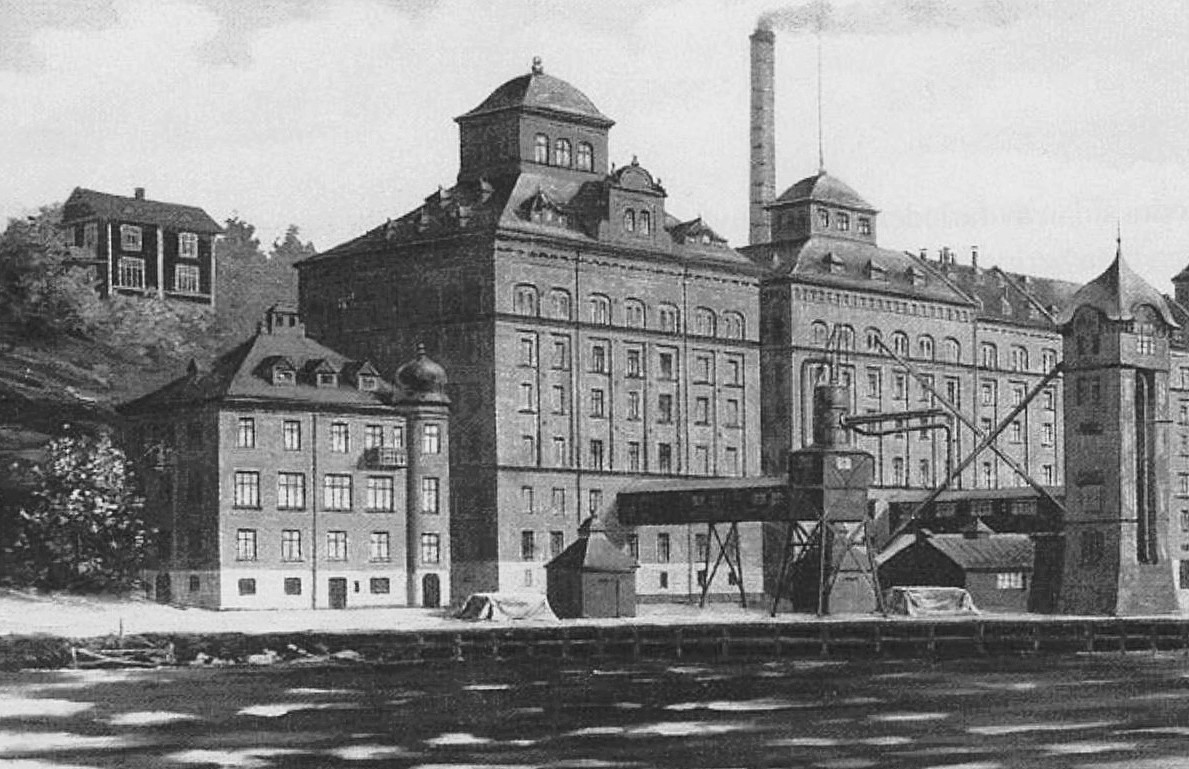
Fån vänster: Gamla kvarnkontoret, Silo III och Kvarnen Tre Kronor, på kajen syns spannmålsmottagarna, 1925.
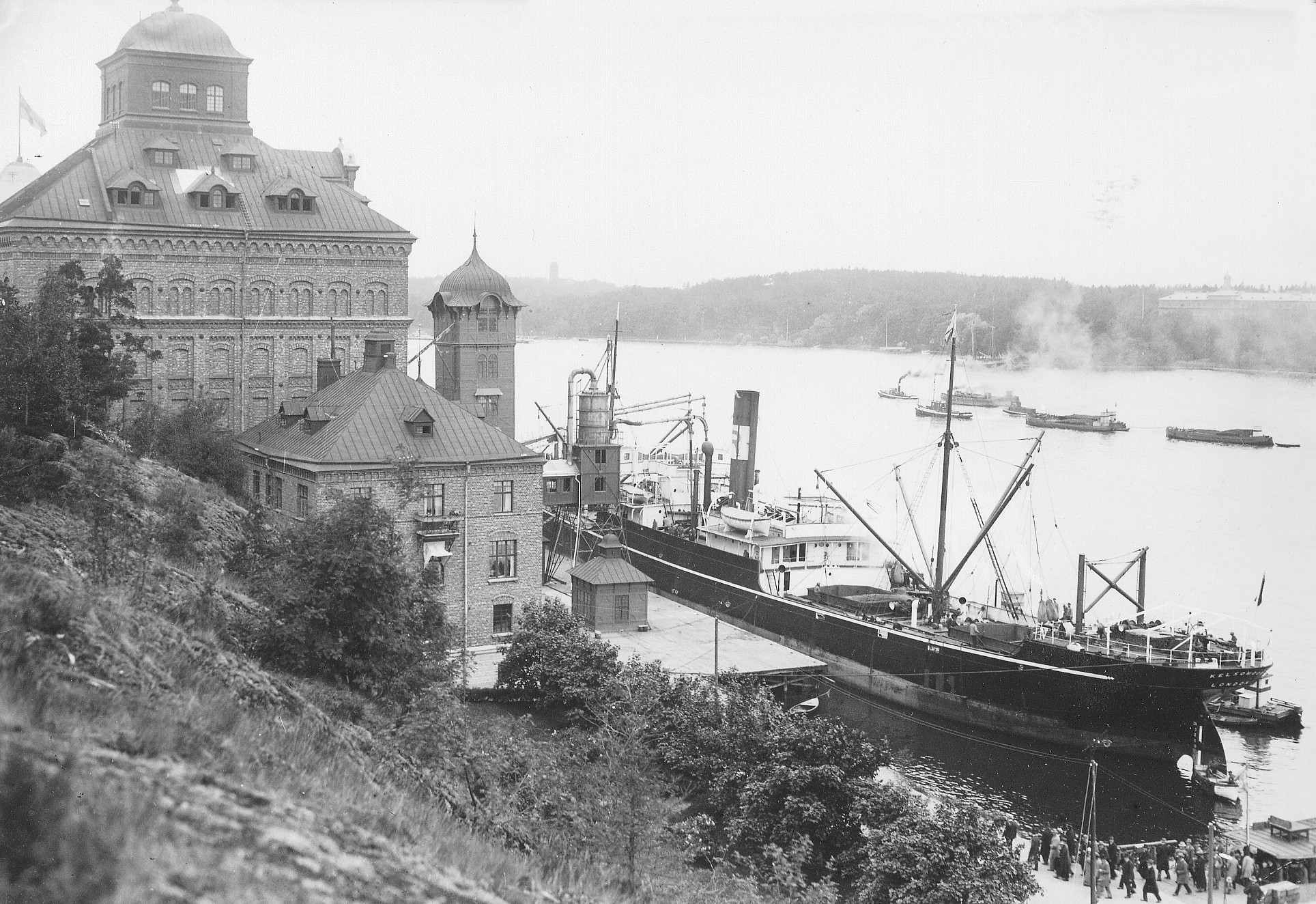
Ett fartyg ligger vid kaj, längst fram syns kvarnkontoret och därbakom Silo III, omkring 1920.
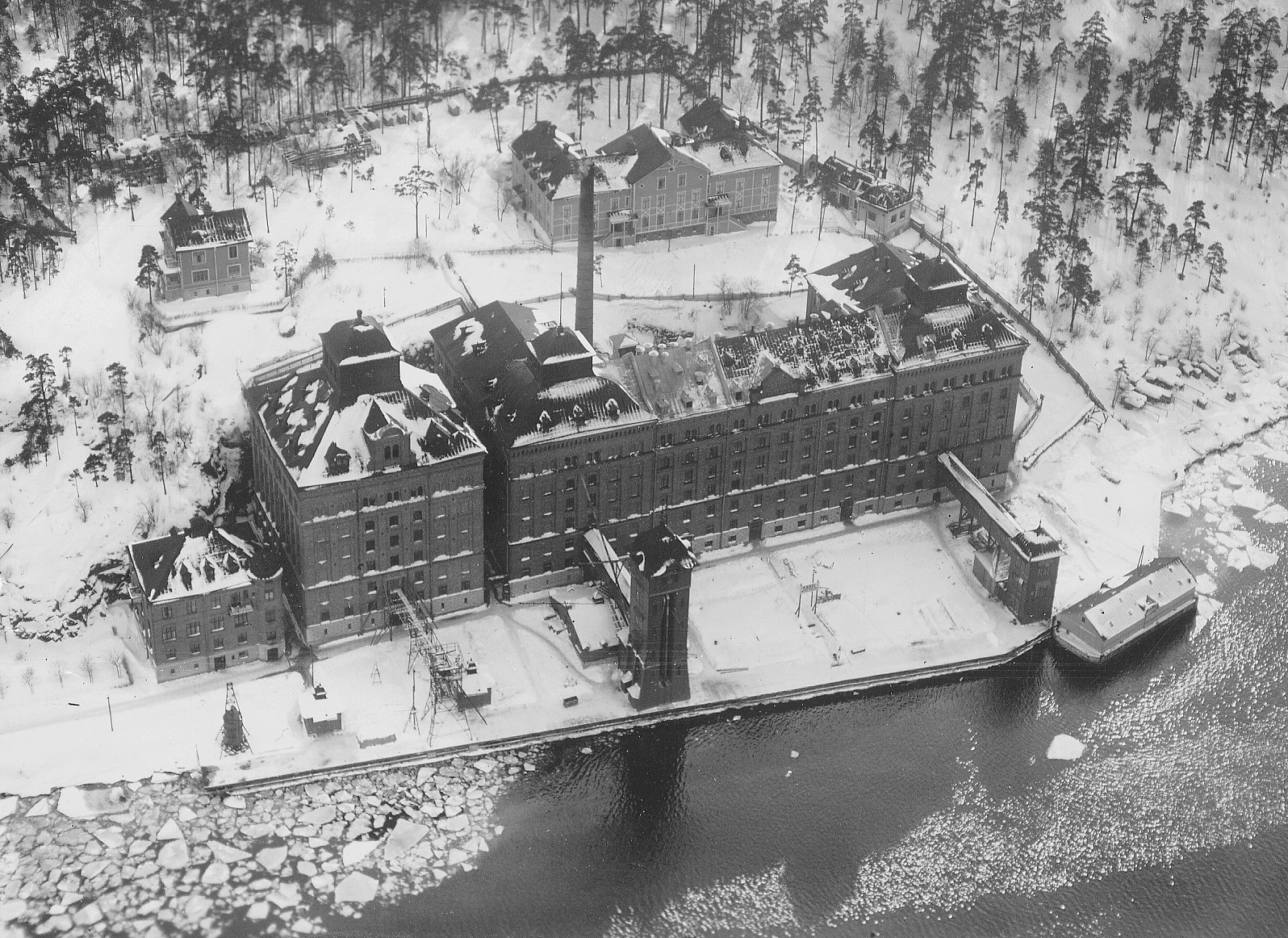
Hela anläggningen från luften: Kvarnkontoret, Silo III och kvarnbyggnaden, 1920-tal. Ovanför syns kvarnens arbetarbostäder.

## Ny användning

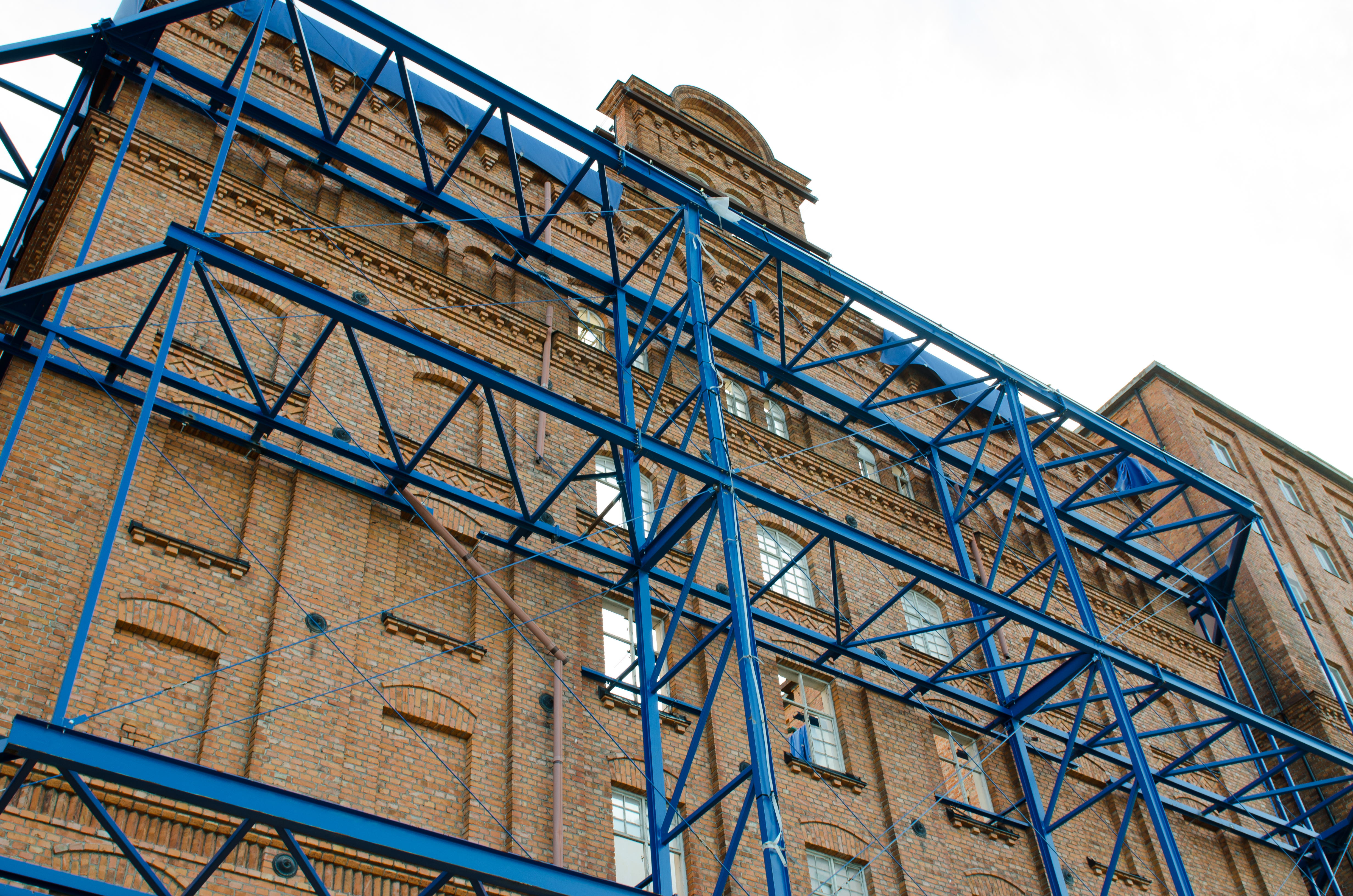
Fasaden stagas upp, april 2012.

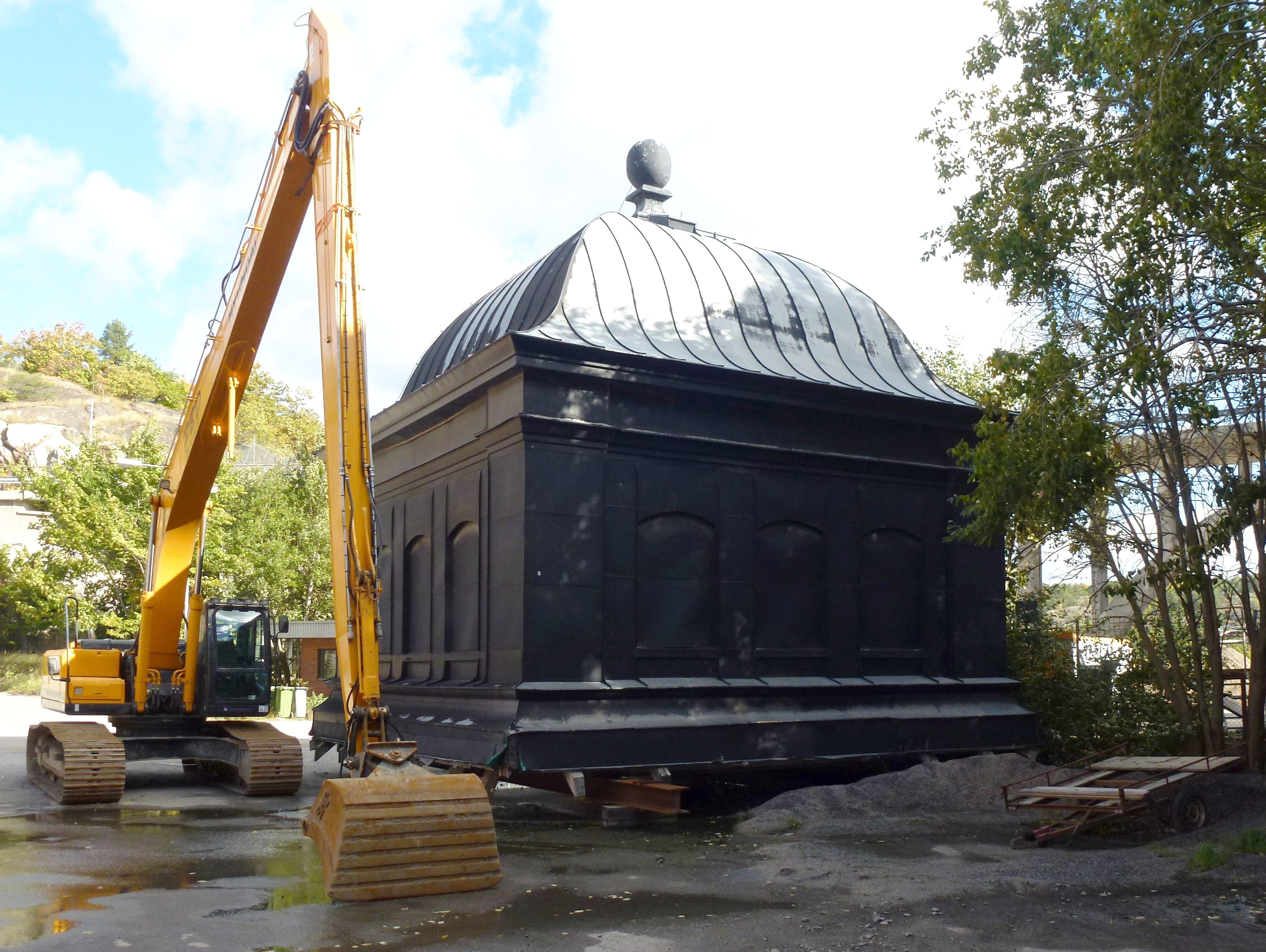
Den avlyfta takkupolen på tillfälligt besök vid Kvarnholmsbron, september 2013.

Silo III var en av de få kvarnbyggnader på området som in på 2000-talet fortfarande var i drift med delvis moderniserad originalutrustning. I samband med nydaningen av Kvarnholmen från industriområde till en plats för boende, kultur och arbete fick silon ny användning. En ny detaljplan (Etapp 1 – Norra Kajområdet) vann laga kraft i mars 2009. Syftet med planen var att skapa möjligheter att återanvända den kulturhistoriskt värdefulla industribebyggelsen vid norra kajen för bostäder och nya verksamheter.
Den timrade silobehållaren i Silo III med tillhörande teknisk utrustning gjorde dock byggnaden svåranvänd för annat ändamål än det ursprungliga, om interiören skulle bevaras. För att ge möjligheter att återanvända värdefull bebyggelse medgav detaljplanen att Silo III tillsammans med bland annat Gamla kvarnkontoret och Kvarnen Tre Kronor fick byggas om till bostäder och centrumverksamheter (exempelvis butiker, service, kontor, bibliotek och teater). Bottenvåningen mot kajplanen fick dock inte innehålla bostäder.
För ombyggnaden av Silo III till bostäder stod Riksbyggen som förvärvat fastigheten tillsammans med grannfastigheten (kvarnbyggnaden) av Kooperativa Förbundet. Byggarbetena startade i början av 2009 då silons 26 ton tunga takkupol lyftes av och deponerades vid Kvarnholmsbron. Därefter revs silons yttertak samt innandöme och fasadmuren stagades upp. Sedan uppfördes nya bjälklag. Totalt skapades 41 bostadsrättslägenheter med storlekar mellan 61 och 117 m² fördelade på en till fyra rum och kök. Fastigheten ägs av Brf Silo III bildat 2010.
Efter ombyggnaden har Silo III elva våningar varav nio med lägenheter. Ursprungligen var en stor del av silons fönster stängda genom blinderingar, de kunde nu öppnas upp och förvandlas till "riktiga" fönster. I takkupolen högst upp inreddes en festvåning som medlemmarna i föreningen har tillgång till. För den arkitektoniska gestaltningen sörjde arkitekten Joakim Billing på Rits Arkitekter. Inflyttning skedde sommaren 2014.

### Nutida bilder

Byggnadsdetaljer
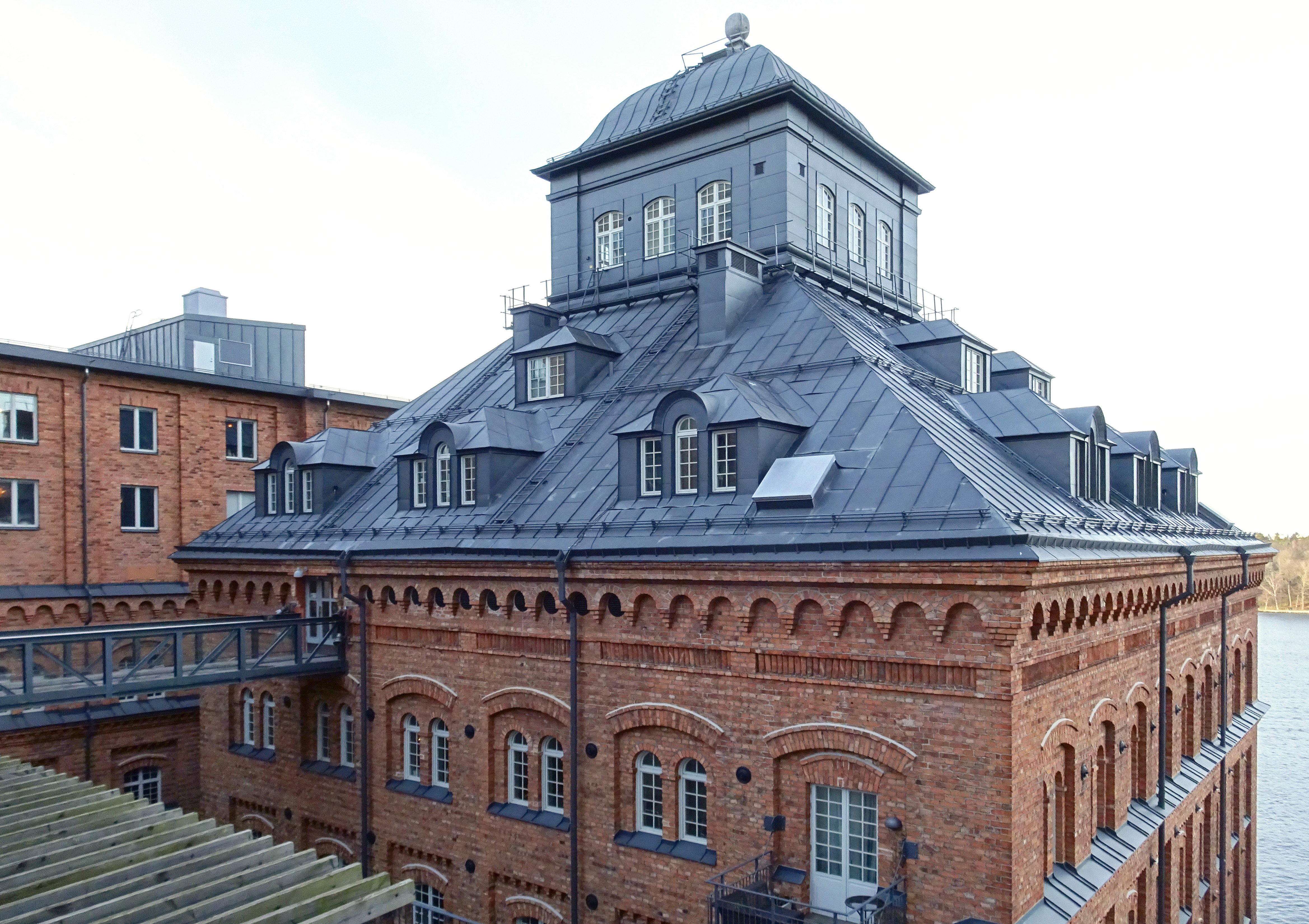
Byggnaden med tak och takhuv från sydost.
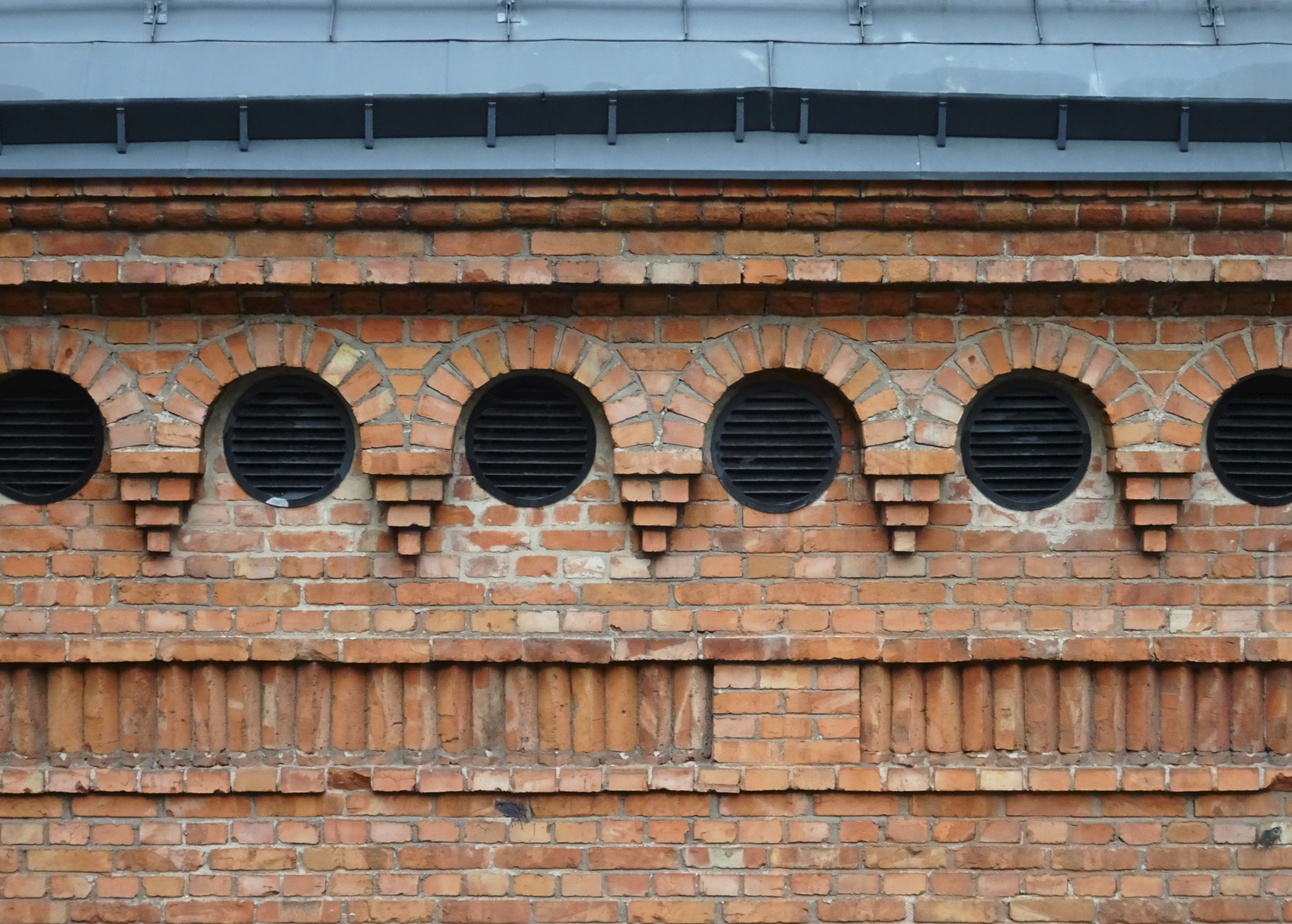
Gamla ventilationsöppningar under takfoten.
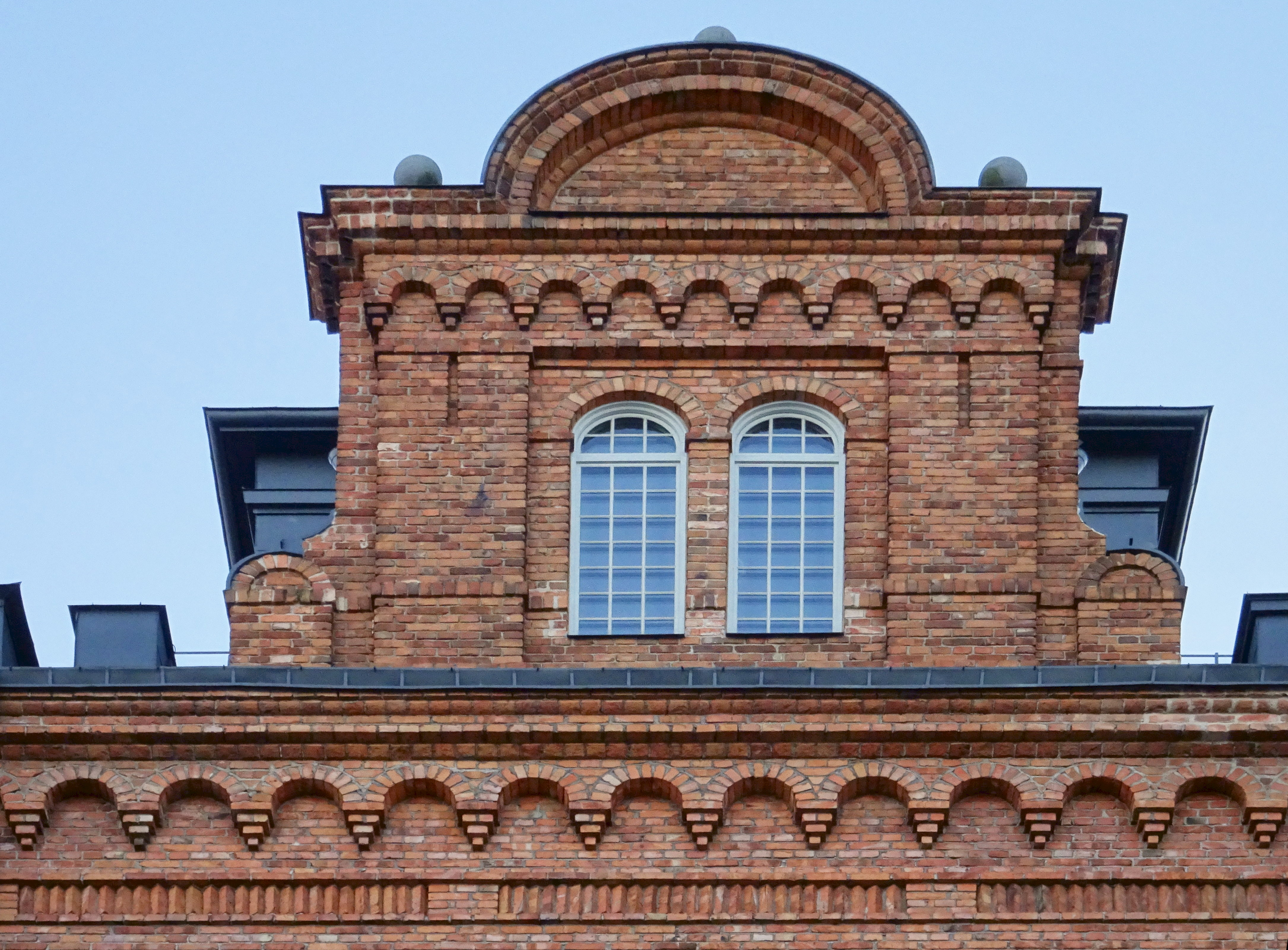
Takets frontespis.
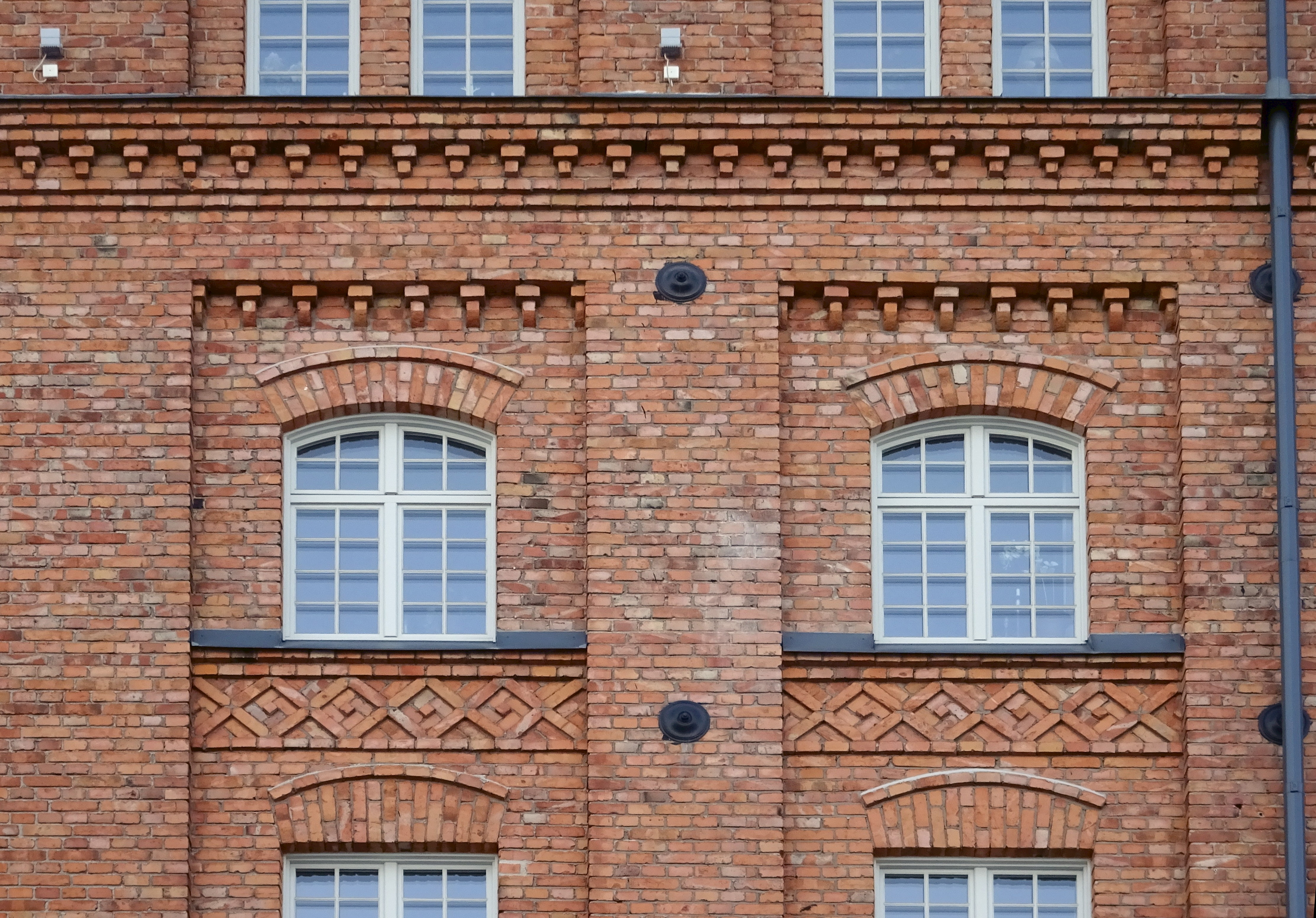
Mönstermutning i höjd med våning sju.
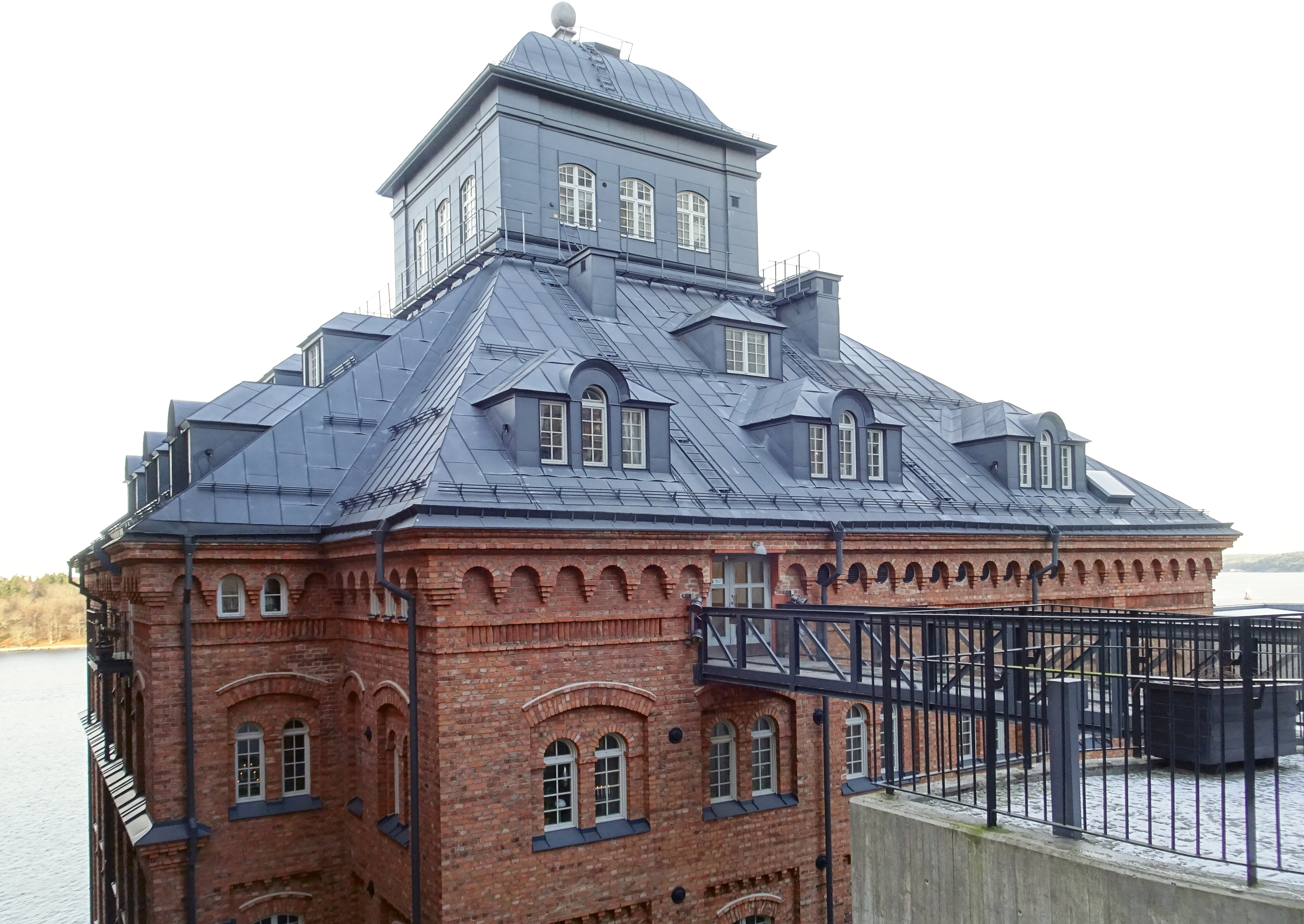
Byggnaden med tak och takhuv från sydväst.